# Khanderi
Khanderi o Kenery és una illa fortificada a la costa davant de Bombai a uns 17 km al sud de Bombai i 4 km de l'illa germana d'Underi. Consta el 1901 amb una població de 130 persones. A l'illa hi ha un far construït el 1867.
El 1679 Sivaji va enviar a l'illa, fins aleshores deshabitada, soldats i colons. Quan se'n van assabentar els britànics van reclamar l'illa com a part de Bombai i els portuguesos com un antic establiment, però dos intents d'expulsar els marathes van fracassar fins i tot després d'una batalla naval en què la flota britànica de 8 vaixells va posar en fuita a 50 petits velers marathes.
El Sidi, com a almirall mogol, es va reunir als britànics amb una forta flota però els britànics es van assabentar que en cas de conquerir l'illa el Sidi la pensava conservar per a si mateix. El Sidi va atacar Khanderi i va fortificar Underi. Daulat Khan, l'almirall de Sivaji, va provar d'aturar aquestes iniciatives i va portar canons a l'altre costat de l'illa Khanderi però els seus bots no van poder afectar les forces d'Underi i als vaixells del Sidi, i fou derrotat i malferit. Però la lluita va continuar. El 1693 Khafi Khan esmenta Kalaba i Gandiri com a noves fortaleses construïdes per Sivaji fora de la costa. El 1695 Gemelli Careri anomena a les dues illes Canderin i Underin i diu que la guerra seguia entre marathes i mogols (Janjira).
Vers 1706 Mr. Strutt, sotsgovernador de Bombai, esmenta Khanderi i diu que havia estat fortificada per l'almirall Angria. Khanderi fou un dels deu forts i 16 places fortificades menors que foren garantides a Kanhoji Angria el 1713 per Raja Sahu. L'octubre de 1718 Khanderi fou atacada pels anglesos sense èxit es diu que per una traïció; un any després l'illa estava a punt de quedar desabastida quan un capità portuguès hi va poder portar subministraments de nit. Per un acord amb l'almirallat mogol el 1740, es va acordar que si l'illa era conquerida per britànics o mogols seria entregada als britànics amb tots els seus canons i dipòsits. Altre cop es va proposar la cessió als britànics el 1755 sense continuïtat. El 1775 els britànics la van adquirir pel tractat de Surat però al cap de poc la van retornar pel tractat de Purandhar de 1776. Khanderi fou conservada pels marathes fins al 1818 quan el peshwa fou deposat i els seus dominis annexionats a la Gran Bretanya.